# Guida strategica
Una guida strategica è un testo in cui viene descritta in maniera dettagliata la soluzione di un videogioco. In accostamento al termine guida strategica viene spesso utilizzato il termine walkthrough (lett. "procedura dettagliata", dall'inglese walk through, "attraversare").
Il confine tra guida strategica e walkthrough è molto labile, sebbene tipicamente le prime vengano redatte in un momento successivo ai walkthrough, sulle quali sono basate (spesso ampliandone il contenuto o aggiungendo particolari dettagli). Oggigiorno le soluzioni dei videogiochi possono presentarsi anche in forma audiovisiva, soprattutto su piattaforme di contenuti video in streaming come YouTube: in questo contesto il termine walkthrough viene utilizzato anche per distinguere tali tipologie di video da quelli noti come let's play (lett. "giochiamo") mostranti solo spezzoni di partite senza focus su segreti, informazioni tecniche su mappe e personaggi e altri dettagli (analizzati invece nelle guide strategiche e nell'altra tipologia di video), spesso usati anche a scopo dimostrativo o pubblicitario del prodotto o come parte integrante di una recensione.
Sebbene molti walkthrough siano redatti da giocatori (più o meno esperti) e pubblicati senza licenza o controllo qualità alcuno, esistono numerose case editrici che pubblicano esclusivamente guide strategiche, spesso in collaborazione con gli editori di videogiochi. Nello specifico, le guide strategiche pubblicate come "ufficiali" sono redatte o dai distributori del videogioco trattato (esempio lampante la collana Player's Guide di Nintendo) o sotto licenza esclusiva a case editrici specializzate (è il caso ad esempio della saga di Final Fantasy pubblicata, sotto licenza Square, dalla casa editrice Piggyback).

## Contenuti
I contenuti della guida strategica variano in base al genere di gioco, nonché all'editore e alla tipologia di guida (se ufficiale o meno). Più in generale, solitamente sono contenute:
- Informazioni dettagliate della modalità di gioco, ad esempio, particolari abilità che non sono specificate nel manuale.
- Mappe complete del gioco, che mostrano il posizionamento di tutti gli elementi di gioco (compresi quelli nascosti e difficili da scovare).
- Istruzioni dettagliate per raggiungere luoghi specifici.
- Spiegazioni di eventuali enigmi o puzzle.
- Dettagli sui nemici, comprese anche le tecniche da utilizzare per sconfiggerli (specialmente i boss), la sezione per i nemici minori viene comunemente indicata tramite una specie di bestiario.
- Lista completa degli oggetti collezionabili.
- Cheats ed editors di gioco, anche se meno comuni nelle guide ufficiali.
- Walkthrough per aiutare il giocatore a completare i livelli.
- Consigli, tattiche e strategie da adottare nel multiplayer.

## Pubblicazione prima del gioco
La guida strategica per essere pubblicata contemporaneamente al gioco, spesso si basa su una versione non definitiva del gioco, anziché sulla versione finale; ad esempio, la guida di BradyGames riguardo Grand Theft Auto: San Andreas, includeva posizioni errate e luoghi inesistenti per trovare gli oggetti e una mappa leggermente diversa, il che ha reso le istruzioni pressoché impossibili da seguire. BradyGames si scusò con i suoi utenti, correggendo le pagine errate e offrendo gratuitamente l'aggiornamento della guida tramite un download direttamente dal loro sito web.
Le guide strategiche talvolta vengono pubblicate prima della pubblicazione del gioco stesso. Questa pratica può essere rischiosa, dal momento che sussiste la possibilità che un gioco possa non essere pubblicato. Un esempio lampante è rappresentato dalla guida strategica edita nel 2001 da Prima Games per la versione Dreamcast di Half-Life, il quale fu cancellato in fase tardiva durante lo sviluppo, a seguito della cessione, da parte di SEGA, della produzione della console.

### Case editrici
- (EN) Prima Games, su primagames.com.
- (EN) BradyGames, su bradygames.com. URL consultato il 9 novembre 2011 (archiviato dall'url originale il 12 gennaio 2013).
- (EN, FR, IT, DE, ES, JA) Piggyback, su piggyback.com.
- (EN, DE, FR) Future Press, su future-press.com.
- Multiplayer.it edizioni, su edizioni.multiplayer.it.